# Impero carolingio
L'Impero carolingio fu l'impero retto dal re franco Carlo Magno e dai suoi discendenti. È considerato da alcuni storici la prima fase della storia del Sacro Romano Impero, fondato con l'incoronazione di Carlo a imperatore romano da parte di papa Leone III la notte di Natale dell'800.
L'Impero comprendeva la Francia, la Germania e l'Italia centro-settentrionale, la Marca di Spagna. Oltre che unità territoriale, esso indicava la teorica autorità sull'intera cristianità. Percepito come baluardo dell'ordine e della sicurezza, rappresentò per i contemporanei la rinascita dell'antico Impero romano, crollato con Romolo Augustolo nel 476. L'autorità imperiale era allora passata all'Impero d'Oriente, ma all'epoca di Carlo il suo potere era avvertito come distante, tanto più che a Costantinopoli Costantino VI era stato detronizzato e accecato dalla madre Irene, per cui il trono imperiale poteva essere considerato vacante.
Alla morte di Carlo, l'Impero passò a suo figlio Ludovico il Pio; alla morte di quest'ultimo l'Impero, con il trattato di Verdun, fu diviso tra i suoi tre figli: Lotario, Carlo II, detto il Calvo, e Ludovico II il Germanico. Il trattato assegnò a Carlo il Calvo il regno di Francia, a Ludovico l'area a est del fiume Reno e a Lotario la zona di cerniera tra Francia e Germania detta Lotaringia e l'Italia. Questa frammentazione portò alla formazione di tre nuclei principali: il Regno dei Franchi Occidentali, il Regno dei Franchi Orientali e il Regno d'Italia (definizione che designava un territorio dai confini non ben definiti, ancor oggi oggetto di discussione da parte di alcuni storici). L'estensione dell'Impero ai suoi inizii era di circa 1 112 000 km², con una popolazione tra i 10 e i 20 milioni di persone.
L'Impero risultò di nuovo unificato con Carlo il Grosso (figlio di Ludovico il Germanico), ma solo per pochi anni. L'ultimo re carolingio in Francia fu Luigi V (986-987), cui successe Ugo Capeto (della nuova dinastia dei Capetingi). In Germania, la dinastia terminò con Ludovico il Fanciullo (899-911), mentre in Italia l'ultimo rappresentante fu Berengario del Friuli (888-924).

## Storia

### Nascita
Carlo Magno era il figlio di Pipino il Breve, quindi il secondo sovrano pipinide del regno di Franchi. Salito al potere come unico sovrano dopo la morte del fratello Carlomanno, iniziò una serie di campagne militari di successo, che lo portarono presto ad ingrandire i suoi possedimenti verso la Sassonia, la Baviera, la Marca di Spagna (fascia pirenaica della Spagna del Nord) e l'Italia, strappata ai Longobardi. Inoltre, sconfisse gli Avari, ottenendo la sottomissione della Pannonia, dove essi erano insediati, come stato tributario, mentre un'analoga sorte si attuava verso il ducato di Benevento.
Carlo Magno si pose a capo di una federazione di popoli che conservavano i loro costumi. L'organizzazione del vasto impero creato da Carlo si caratterizzò per la permanenza delle cariche elettive della tradizione germanica, tra le quali i conti costituivano la più importante. Questi mantenevano le funzioni tradizionali dell'età merovingia: presiedevano l'assemblea dei liberi, esercitavano la giustizia e riunivano sotto il loro comando la comunità di liberi in caso di guerra. I conti, nonostante venissero indicati, per comodità, a capo di una circoscrizione, non governavano un'unità territorialmente definita, bensì guidavano una comunità di individui che si riconoscevano come Franchi: in Italia infatti, essendo i Franchi poco numerosi anche dopo la conquista, si mantenevano attive le cariche longobarde, ovvero quelle dei duchi, così come in Sassonia prevalevano le autorità proprie di quel popolo. La maggiore differenza consiste nel fatto che i conti diventarono i possessori fondiari più importanti, sia per le proprie terre in allodio (di loro proprietà privata), sia per le terre concesse in beneficio, da parte del re o di un altro signore più potente, cui si legavano. Questo comportò una duplice funzione: carica popolare della tradizione germanica e signore fondiario di vaste curtes, che lo rendeva responsabile di una giustizia, nelle sue terre, di tipo signorile, che proprio egli nella tutela dell'ordinamento tradizionale, doveva combattere. In tal senso, i continui capitolari del re, e gli appelli inviati tramite i suoi emissari, i missi dominici, erano indirizzati ai conti nella necessità di richiamarli al rispetto delle consuetudini nelle loro proprietà.
La presunta centralizzazione dell'Impero carolingio pertanto, deve essere considerata in base al più frequente legame del re, la cui carica popolare era ora maggiormente legittimata nella nuova veste di imperatore cristiano, con i capi militari. Nel periodo carolingio, il rapporto vassallatico ebbe una funzione importante, ma non costituì un sistema definito (fu decisivo mezzo di ricomposizione territoriale soltanto tra il X e XII), e soprattutto l'ordinamento prevalente, anche sotto Carlo Magno, restò quello tradizionale. Il re inoltre disponeva di cariche importanti come gli scabini - giudici che tutelavano la giustizia tradizionale - e i marchesi (Markgraf). Questi ultimi erano posti alla guida delle regioni periferiche dell'impero, e avevano la funzione di guidare le autorità più importanti, raggruppando più contee, e coordinare la vita militare.

### L'epoca di Ludovico il Pio
Alla morte di Carlo, l'Impero avrebbe dovuto essere diviso tra i suoi tre figli maschi legittimi, ma la morte prematura di due di essi fece sì che il trono passasse nelle mani di Ludovico, detto "il Pio" per la sua attenzione alla religione. Ludovico non fu un sovrano energico come il padre, bensì era interessato soprattutto alle questioni religiose nella convinzione che l'adesione alla dottrina cristiana avrebbe garantito quell'ordine e quella serenità all'Impero che veniva teorizzata dai suoi consiglieri, quali Benedetto d'Aniane o Agobardo di Lione.
Nella pratica Ludovico divenne presto un sovrano incapace di manifestare la sua autorità, mentre le regioni imperiali divenivano soggette sempre più all'aristocrazia franca. Un suo tentativo di destituire il nipote Bernardo, ucciso dopo essere stato accusato di tradimento, macchiò per sempre la sua coscienza e, su spinta degli alti prelati, fece pubblica ammenda che lo screditò ulteriormente agli occhi dell'aristocrazia.
Già prima della sua morte spartì l'Impero tra i suoi tre figli Lotario, Pipino e Ludovico II il Germanico, ma il già fragile equilibrio si ruppe con l'entrata in scena del figlio del suo successivo matrimonio, Carlo il Calvo, che diede origine a una guerra civile che aggravò l'instabilità del potere centrale, anche se si alternò a periodi di pace per lo scarso interesse dell'aristocrazia di parteciparvi.

### La divisione dell'Impero
Alla morte di Ludovico il Pio (840) Lotario I assunse la corona imperiale, come previsto dal padre, mentre i due fratelli superstiti Ludovico e Carlo si allearono per obbligarlo a cedere una parte del potere. Il giuramento di Strasburgo, rivolto alle truppe dei due fratelli, è rimasto famoso perché conserva il primo accenno scritto alle nascenti lingue francesi e tedesca.
Nell'843, con il trattato di Verdun, Lotario dovette scendere a patti: mantenne la corona imperiale, ma si limitò a governare la Francia Media, la fascia di territorio centrale tra Mare del Nord, bacino del Rodano, del Reno, le Alpi e l'Italia, con le città di Aquisgrana e Roma. Carlo il Calvo prese la Francia occidentalis (odierna Francia senza la fascia più vicina all'odierna Germania e la Provenza) e Ludovico il Germanico la Francia orientalis, corrispondente alla porzione odierna di Germania compresa fra il Reno e l'Elba, fino alla Baviera e la Carinzia comprese.
Con la morte di Lotario, Ludovico prese la corona imperiale, quindi nell'875 gli succedette Carlo il Calvo, sostenuto da papa Giovanni VIII, che vedeva in lui un possibile alleato contro il principe di Spoleto e i musulmani, insediati alla foce del Garigliano.
Carlo il Calvo morì nell'877 con l'Impero carolingio ormai in dissoluzione. Gli succedette Carlo il Grosso, figlio di Ludovico il Germanico, anch'egli incoronato da Giovanni VIII, sempre in cerca di protezione; ma l'imperatore non riuscì a impedire l'assassinio del papa nell'882, durante una delle frequenti guerre civili combattute a Roma dall'aristocrazia locale.
La minaccia di incursioni esterne, Normanni e musulmani in prima linea, avevano messo in dura difficoltà Carlo il Grosso, tanto che i Normanni assediarono la stessa Parigi. In questa situazione fu costretto ad abdicare da un'aristocrazia che si rifiutava ormai di obbedirgli (887). Trascorse gli ultimi mesi della sua vita in prigionia, senza alcun successore sul trono.
Dopo la morte di Carlo il Grosso, l'ultimo sovrano carolingio ad ottenere la corona imperiale fu Arnolfo di Carinzia, figlio illegittimo di Carlomanno di Baviera, che regnò tra l'896 e l'899.

### La corona contesa
La deposizione di Carlo il Grosso aprì un trentennio di conflitti durante il quale la corona imperiale fu contesa tra una serie di sovrani imparentati in vario modo con la dinastia carolingia. Le principali dinastie coinvolte in questa fase furono i Guidonidi (Guido e Lamberto), i Bosonidi (Ludovico il Cieco) e gli Unrochingi (Berengario del Friuli). Dopo la morte di Berengario del Friuli, nessun sovrano assunse più la corona imperiale sino all'ascesa al trono di Ottone I di Sassonia.

## Demografia
Le maggiori città dell'impero carolingio nell'anno 800 erano (tra parentesi il numero di abitanti):
- Roma (50 000);
- Parigi (25 000);
- Ratisbona (25 000);
- Metz (25 000);
- Magonza (20 000);
- Spira (20 000);
- Tours (20 000);
- Treviri (15 000);
- Colonia (15 000);
- Lione (12 000);
- Worms (10 000);
- Poitiers (10 000);
- Provins (10 000);
- Rennes (10 000);
- Rouen (10 000).

## Struttura territoriale
Al contrario di quanto affermato da molti manuali di testo, l'Imperatore non fu l'istitutore delle contee e dei marchesati. Queste suddivisioni amministrative, infatti, erano già in uso sin dai primi regnanti merovingi, se non addirittura ascrivibili alla tarda amministrazione gallo-romana. Carlo Magno attuò solo un'opera prosecutrice nel potenziamento e nell'immissione (specialmente nelle zone di nuova conquista) di quei sistemi di governo già in uso nel Regno franco.

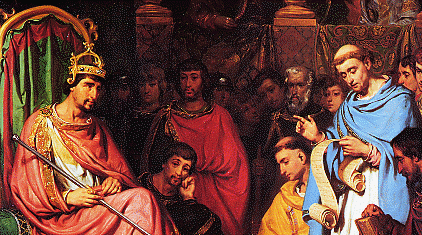
Alcuino di York alla corte di Carlo Magno.

Dopo essersi garantito la sicurezza dei confini, Carlo Magno procedette alla riorganizzazione dell'Impero.
In tutta la sua estensione l'Impero era suddiviso in circa duecento contee, ciascuna amministrata da un conte e da un numero sensibilmente maggiore di vescovati. La contea, quale circoscrizione fondamentale, poteva corrispondere, specialmente in Francia e Italia, al territorio di un'antica città romana o alle zone circostanti, mentre nei nuovi territori (Turingia, Sassonia, Bavaria e nel regno degli Avari) erano state costituite delle marche, ovvero territori amministrati da marchesi, che erano capi sia politici che militari impiegati anche nella difesa del confine, o dei ducati, ovvero un insieme di contee appena conquistate e governate da un duca che aveva il compito di favorire l'integrazione tra i Franchi e i nuovi popoli; esse corrispondevano alla zona di precedente stanziamento di una popolazione germanica.
Ogni singola provincia era governata da un conte, vero e proprio funzionario pubblico dell'Imperatore, a cui veniva assegnato l'ufficio, o Honorem, di controllare il territorio. All'inizio si trattava di una concessione precaria, poiché il titolo era revocabile, o tuttalpiù vitalizio. A questa carica venivano attribuiti poteri giudiziari, fiscali e di ordine pubblico che dovevano essere esercitati per conto del sovrano. Il conte poteva farsi aiutare, nell'esercizio quotidiano del potere, dai suoi Iuniores (scabini, avvocati, notai o vassalli) che lo coadiuvavano a livello giudiziario e nel reclutamento degli armati.
L'unico limite di azione alla legislazione del conte era costituito dalla presenza di beni ecclesiastici sul territorio assegnatogli. Questo stava a significare che il conte doveva collaborare essenzialmente, anche spesso in concorrenza, con il vescovo: i funzionari pubblici non potevano entrare nei possedimenti ecclesiastici per poter arrestare malfattori, riscuotere le entrate fiscali o amministrare la giustizia. Naturalmente, vescovi e abati erano diretti responsabili delle loro terre e, nell'esercizio di tutte quelle prerogative assegnate ai magnati laici, dovevano farsi affiancare da personale qualificato: gli Advocates, che dovevano essere nominati alla presenza del conte o dei missi dominici.

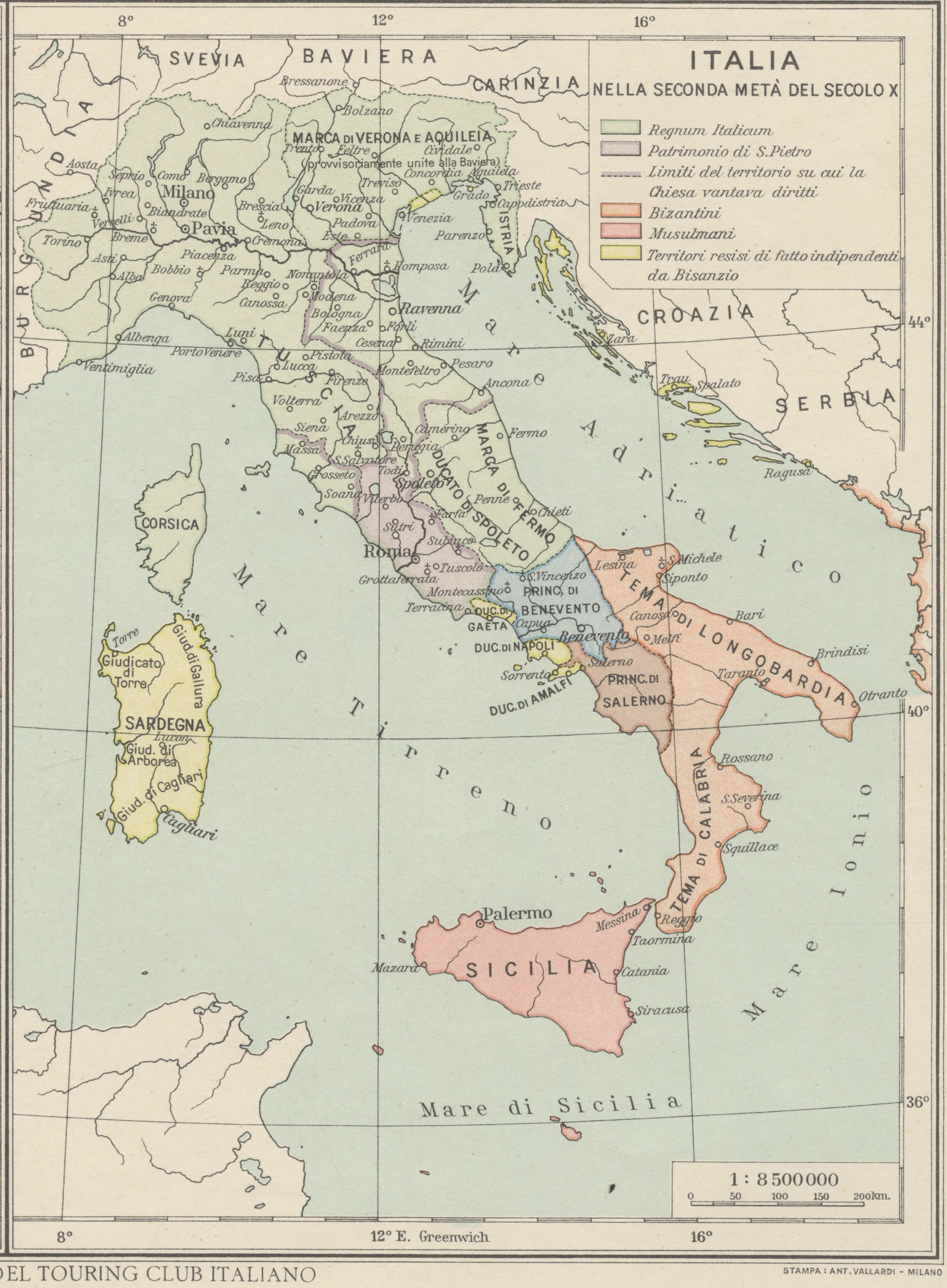
Mappa dell'Italia della seconda metà del X secolo

Lo stesso Carlo Magno parla espressamente, nell'Admonitio Generalis dell'avvocatura come di una carica o "esercizio dai noi concesso". L'immunità ecclesiastica traeva origine dal diritto d'asilo, istituito per la Chiesa già al tempo degli ultimi imperatori romani. L'autorità pubblica non poteva entrare nei territori dell'immunità, ma poteva fare esplicita richiesta all'immunista allo scopo di estradare la persona ricercata dalle forze dell'ordine. Un conte, ad esempio, inoltrava all'abate o al vescovo la supplica ed al primo rifiuto si reiterava quest'ultima, aggiungendo una multa. Ad un nuovo rifiuto c'era il raddoppio della multa e la ripetizione, per la terza volta, della richiesta. Dopodiché il conte poteva entrare a forza nell'immunità.
La marca, invece, era la circoscrizione fondamentale ai confini dell'Impero che poteva comprendere al suo interno più comitati. I più eruditi chiamavano queste circoscrizioni con la denominazione classica di limes, perciò esistevano un limes bavaricus, un limes avaricum e così via. Queste aree geografiche avevano bisogno di coordinare gli sforzi militari a difesa del territorio, quindi costituirono dei comandi militari retti da un Marchese. Questa denominazione entrò in voga solamente durante il regno di Ludovico il Pio, mentre all'epoca di Carlo Magno si preferiva usare la definizione di conte o di prefetto, ad esempio il famoso Rolando, protagonista delle chanson de geste e perito durante la battaglia di Roncisvalle, era prefetto del limes bretone.

## Il governo centrale
- L'istituzione fondamentale dello stato carolingio era l'Imperatore stesso, poiché Carlo Magno era sommo amministratore e legislatore che, governando il popolo cristiano per conto di Dio, poteva avere diritto di vita o di morte su tutti i sudditi a lui sottoposti. Tutti erano sottoposti alla sua inappellabile volontà, fossero anche notabili di rango elevato come conti, vescovi, abati e vassalli regi. Nel corso dei suoi spostamenti l'imperatore Carlo Magno era solito indire importanti riunioni denominate placita nel corso delle quali amministrava direttamente la giustizia giudicando le cause che gli venivano sottoposte. In base ai casi che gli venivano sottoposti poteva optare per promulgare nuove leggi che andavano poi raccolte nei capitularia.[15]

Organo puramente consultivo, era il "palatium" costituito da rappresentanti laici ed ecclesiastici che aiutavano il sovrano nell'amministrazione centrale.
I componenti principali erano:
- L'arcicappellano: era il secondo grado per ordine di importanza in tutto il regno franco, immediatamente dopo l'Imperatore. Da lui dipendevano tutti i chierici operanti nella cappella palatina di Aquisgrana ed inoltre era responsabile della scuola palatina e della cancelleria (composta dal cancelliere-delegato ed uno staff di archivisti) i quali redigevano i diplomi, trascrivevano i capitolari e tenevano la corrispondenza. Il potere dell'arcicappellano era considerevole: disponeva delle nomine dei chierici e quando voleva assurgere qualcuno al grado di vescovo o abate, instradava personalmente la richiesta al papa. Per il ministro di culto, lo stesso Carlo Magno impose al pontefice la nomina ad arcivescovo della cappella imperiale (quindi senza una connotazione geografica precisa, essendo non residente in un arcivescovato) tenendo a sottolinearne l'esclusività.
- Il conte palatino: amministrava la giustizia per conto dell'Imperatore. A lui venivano sottoposti quei casi che nella legislazione carolingia, costituivano i cosiddetti appelli, giudicando i più semplici ed istradando al sovrano quelli che richiedessero una sua personale deliberazione. Ricopriva anche una carica simile a quella del Ministero dell'interno.
- Il camerario: copriva le tre cariche di ministro degli esteri, del tesoro e dell'economia.
- Il coppiere: Principalmente un intendente. Era il responsabile delle cantine palatine e per estensione, gerente e amministratore dei beni mobili e immobili di quelle aziende vinicole presenti su terre fiscali, facenti capo direttamente all'Imperatore.
- Il siniscalco: Altro intendente responsabile degli approvvigionamenti alimentari nei magazzini e nelle cucine regie e per estensione; gerente e amministratore dei beni mobili ed immobili delle aziende agricole sulle terre fiscali dipendenti del sovrano.
- Il conestabile: responsabile delle scuderie regie e per estensione comandante della cavalleria nell'esercito imperiale.

## I missi dominici
Particolare importanza avevano i cosiddetti missi dominici, funzionari itineranti il cui scopo era prevenire la polverizzazione e la deriva dell'autorità nel vasto territorio imperiale. Essi si spostavano da una contea all'altra controllando i conti e i marchesi. In epoca più tarda i missi dominici cominciarono ad essere scelti in loco perdendo la caratteristica della mobilità..

## Il demanio pubblico

### I possedimenti fiscali
Al tempo di Carlo Magno, per Fisco, intendiamo le entrate e i possedimenti dell'Imperatore. I cosiddetti possedimenti fiscali, che già facevano parte del patrimonio personale dei Pipinidi, vennero accresciuti durante le campagne militari dell'Imperatore, mediante le confische effettuate ai danni dei precedenti capi politici e militari.
Carlo Magno possedeva direttamente qualcosa come 2000 unità produttive, chiamate ville, organizzate con il sistema curtense. Questo sta a significare che, in tutto l'impero, non meno di mezzo milione di persone lavoravano alle dirette dipendenze del sovrano, senza alcuna intermediazione.
L'organizzazione e la dislocazione di queste aziende aveva carattere notevolmente dispersivo. Alcune di esse erano vicine tra loro, nelle aree più visitate da Carlo Magno, mentre altre erano disseminate nelle zone di frontiera. È stato calcolato che solo in Neustria, regione situata fra l'Aquitania ed il canale della Manica, l'imperatore fosse possessore di circa 400 ville. Altre ville, invece, erano dislocate nel resto dell'impero e disposte in modo tale che, in un ipotetico viaggio a tappe, Carlo Magno, nei suoi spostamenti, potesse dormire direttamente in casa propria, o tuttalpiù ospitato da qualche vescovo o da qualche abate.
Le ville però, essendo relativamente lontane una dall'altra, non avrebbero mai potuto ospitare tutte permanentemente l'Imperatore. Carlo Magno aveva quindi posto precise disposizioni su come utilizzare le eccedenze produttive di quei possedimenti sui quali la corte regia non passava. Alcune quote dovevano essere instradate al mantenimento della corte, qualora l'azienda venisse a trovarsi nelle vicinanze della residenza imperiale, mentre altre costituivano gli approvvigionamenti che dovevano essere inviati all'esercito durante le campagne estive. Infine, altre ancora, dovevano essere vendute e il ricavato trasmesso direttamente a palazzo. L'imperatore, insomma, decise di diversificare la produzione delle sue aziende e di stabilire a priori la loro destinazione d'uso. L'applicazione delle disposizioni imperiali per l'amministrazione dei possedimenti fiscali era affidata a dei gerenti che,in una certa misura, potevano agire con indipendenza e intraprendenza nella gestione delle ville. Il gerente, ager, intendente responsabile della amministrazione e della contabilità di una o più ville, era poi coadiuvato nel suo compito da un capo sorvegliante, maior, presente in ogni villa, che regolava e controllava i lavori dei contadini e degli addetti.

### I possedimenti ecclesiastici

#### I possedimenti ecclesiastici equiparati a quelli fiscali
Non meno imponenti erano i possedimenti ecclesiastici: l'impero era suddiviso in più di 200 vescovati e 600 abbazie che erano possessori a loro volta di patrimoni immensi, per esempio l'abazia di Saint-Germain-des-Prés possedeva all'incirca 200 ville e dava lavoro a circa 15.000 contadini.
Sui possedimenti ecclesiastici vigeva l'immunità, perché i funzionari pubblici non potevano esercitare la legislazione laica sul territorio, come avveniva al tempo di Pipino il Breve e Carlo Martello. Carlo Magno considerò i beni ecclesiastici come dei possedimenti pubblici di diversa natura: abati e vescovi, essendo uomini del Re, dovevano mettere a disposizione della corona le loro entrate, quando le necessità lo richiedevano. Spesso gli amministratori delle proprietà ecclesiastiche dovevano aiutare i gerenti delle aziende fiscali al mantenimento del Re quando era residente nella zona, inoltre dovevano versare annualmente dei contributi che pudicamente venivano chiamati dona, ma che in realtà erano imposti direttamente dal sovrano per sostenere le campagne militari dell'esercito.
A livello amministrativo, i contadini liberti o coloni-affittuari che coltivavano i mansi sulle terre della chiesa, oltre che a pagare un canone annuo in natura ai monaci o ai vescovi, dovevano corrispondere il censo regale per il sovrano come se si fossero trovati sulle terre fiscali. I liberti o gli schiavi, come aggiunta al censo, dovevano pagare una tassa personale come riconoscimento del loro statuto giuridico.
Teoricamente, non tutte le abbazie era considerate come un bene demaniale. Rientravano sotto questa categoria quelle personalmente fondate dal Re, quelle accresciute con donativi di terre fiscali e quelle che si erano accomandate. Le altre, specialmente fondate da privati, non erano tenute né ai contributi né al pagamento delle tasse.

#### Uso dei possedimenti ecclesiastici come remunerazione
Spesso i possedimenti ecclesiastici venivano affidati a notabili laici (conti o marchesi) come elemento suppletivo per espletare e autofinanziarsi i compiti che dovevano corrispondere al sovrano. Queste donazioni venivano chiamate nel linguaggio di allora Precariae Verbo Regis, dove Precaria stava a significare la richiesta o la supplica che veniva fatta dal conte per ottenere il possesso del bene e Verbo Regis la concessione da parte del sovrano.
Molte volte, queste alterazioni del demanio trovavano l'aperta avversione da parte delle cariche ecclesiastiche. I possessori, infatti, avevano la tendenza a sfruttarle fino all'osso, gravando di dazi e di corvée i contadini, arrivando addirittura a vendere le suppellettili e la mobilia di chiese e monasteri per poi reinvestire i guadagni negli affari privati. Lo stesso Carlo Magno, nel suo Capitulare de villis, dovette specificare a più riprese di non appesantire gli asserviti con interminabili giornate lavorative, di esigere i telonei per le merci adibite al commercio e non quelle che venivano trasportate dai campi alla residenza padronale, "di non esigere il teloneo per attraversare un ponte quando il fiume può essere guadato senza difficoltà", di non "far pagare il teloneo in aperta campagna dove non ci sono né ponti né guadi". Gli stessi chierici arrivarono ad appellarsi direttamente all'Imperatore affermando: "che il Re abbia i suoi possedimenti pubblici per il demanio e che la chiesa abbia i suoi possedimenti per Cristo, che servano ad aiutare i poveri e a consolare le vedove" e ancora: "gli uomini di chiesa sono direttamente dipendenti dal Signore e non devono usare di accomandarsi a qualcuno come fanno i laici". Carlo Magno pretese di conseguenza che i notabili laici, concessori di queste terre, almeno pagassero l'affitto ai monaci come era stato convenuto.
Un'altra destinazione d'uso dei possedimenti della chiesa era quella di concedere questi beni ai ministri o ai chierici che servivano l'Imperatore alla corte di Aquisgrana, per poter assicurarsene la fedeltà anche in futuro. Molto spesso, molti di questi ministri, chiamati "abati-laici" anche se in realtà alcuni erano chierici, non erano obbligati a prendere i voti religiosi e nemmeno avevano l'obbligo della residenza, così che potessero rimanere a sbrigare il loro compito presso la corte. Ad esempio, molti intellettuali di Carlo Magno erano grandi possessori di fondi ecclesiastici: Alcuino, oltre ad essere arcicappellano, era anche abate del monastero di Tours; Teodulfo, poeta di corte e messo dominico, fu nominato anche vescovo di Orléans e Paolo Diacono, storico, poeta e grammatico di Latino presso il palazzo reale, venne nominato abate di Montecassino. Nella generazione immediatamente successiva, lo stesso biografo e storico di palazzo Eginardo fu nominato abate di Seligenstadt.
Alcune mentalità più moderne e sensibili cominciarono a contestare l'uso di disporre dei fondi ecclesiastici come un secondo demanio, ma all'epoca di Carlo Magno queste consuetudini erano parte integrante dell'azione di governo.

### Imposte, tasse e prestazioni d'opera
La società carolingia era suddivisa in classi e aveva caratteristiche fortemente clientelari di modo che ogni uomo dipendesse da un altro, dal quale, in cambio di favori, otteneva protezione e remunerazione. Tutte queste prerogative si riproponevano a cascata sino al più basso gradino sociale che era quello degli schiavi. Possiamo suddividere allora la società in due grandi rami: quello dei liberi e quello dei servi.
Re-Imperatore, conti, marchesi, vescovi, abati, vassalli regi e valvassini costituivano la cosiddetta casta nobiliare; gli altri - valvassori, proprietari terrieri, uomini liberi, coloni, liberti, schiavi casati e servi - costituivano il popolo. Formalmente la libertà completa si fermava a livello degli uomini liberi mentre tutti gli altri venivano accomunati alla medesima condizione servile. Le classi più abbienti, beneficiarie di vasti possedimenti, erano esenti dal pagare qualsiasi tipo di imposta o tassa.
Sui liberi che, nelle aspettative di Carlo Magno, costituivano la spina dorsale del popolo franco, non pesavano delle vere e proprie "imposte" (ad esempio non pagavano alcun censo) ma erano tenuti a prestare opere di pubblica utilità sulle terre padronali, pagavano una specie di tassa per l'esercito, versavano i telonei ed erano tenuti a prestare contributi per il buon funzionamento del governo. Qualsiasi notabile o giudice nell'esercizio pieno delle sue funzioni (conte, vicario, centenario o vassallo regio) poteva requisire approvvigionamenti e cavalli sulle terre dei liberi. L'esercito di passaggio poteva requisire foraggio ed usare i terreni per far pascolare le cavalcature; in aggiunta i proprietari non soggetti ad alcun vassallaggio dovevano rifornire l'armata provvedendo all'allestimento dei carri con generi alimentari di prima necessità ed alla fornitura di buoi e cavalli.
Tutti gli altri, fossero essi liberi affittuari o liberti, servi o casati obbligati a lavorare sulle terre del padrone, erano tenuti a corrispondere un affitto in natura o denaro, le cui proporzioni erano nell'ordine del terzo del raccolto o dell'equivalente monetario, oltre che al censo regale. Erano inoltre tenuti a svolgere per contratto una serie di giornate lavorative nella zona padronale, la pars dominica, insieme agli schiavi. Pagavano i telonei per utilizzare le attrezzature del signore (mulini, frantoi).

## Reclutamento militare
Il reclutamento avveniva essenzialmente alla frontiera, nella zona di immediato svolgimento delle operazioni militari. Solo nelle campagne contro i Sassoni e gli Avari si verificò una chiamata simultanea in più regioni dell'Impero.
I notabili più abbienti potevano permettersi armi e cavalli, nonché di convocare i vassalli diretti all'esercito. Anche i vassalli regi, nominati dall'Imperatore e che usavano circondarsi di piccoli eserciti privati, potevano senza alcuno dubbio espletare al servizio militare. A tutti costoro, compresi vescovi e abati, veniva calcolata una quota minima di soldati da portare al fronte, secondo il numero di unità di mansi coltivati divisa per quattro. Gli ecclesiastici potevano affiancare gli eserciti, ma spessissime volte ne erano esentati, pagando una tassa e nominando dei laici che potessero combattere al loro posto. Si poteva verificare che alcuni servi o liberti potessero avere l'onore di entrare nella clientela armata di un signorotto locale, quindi la chiamata alle armi non era strettamente connessa alla proprietà terriera. Perciò Carlo Magno emanò precise disposizioni secondo le quali "qualsiasi individuo abbia rapporti di vassallaggio, indipendentemente dalla sua condizione giuridica, sia considerato abile all'esercizio delle armi".
I liberi avevano parecchie difficoltà a rispondere alla chiamata. Se i più ricchi allodiali, con qualche sforzo, riuscivano ad acquistare l'equipaggiamento necessario, i piccoli proprietari dovevano compiere sforzi considerevoli. Anche qui, i capitolari regi stabilivano minuziosamente come si doveva operare in questi casi: se un libero non riusciva a procurarsi l'armamento, altri tre dovevano provvedere al suo sostentamento. Il numero degli aiuti variava a seconda della campagna militare: durante la guerra contro gli Avari, per ogni libero sei dovevano comprargli l'equipaggiamento, mentre per quella contro i Sassoni essi dovevano essere sette. Per le operazioni contro gli slavi ne bastavano solamente due.
Anche l'armamento era regolato secondo precisi criteri: i più abbienti dovevano accorrere alla chiamata armati di spada lunga, spada corta, lancia, arco e faretra con frecce più un'armatura costituita da una cotta di maglia e dalla cavalcatura.
I liberi proprietari indipendenti potevano permettersi (unendo i loro sforzi) l'armatura e la cavalcatura. Si scoraggiavano i fanti più poveri a rispondere alla convocazione armati di solo bastoni indirizzandoli ed incoraggiandoli a costituire il loro equipaggiamento unicamente di arco con frecce.

## Economia
Il mondo di allora era fortemente spopolato (stime parlano di circa 20 milioni di abitanti nell'area europea di un milione e mezzo di chilometri quadrati), con le città maggiori quali Parigi, Orléans o Pavia, che non superavano i 5.000 abitanti. In questo contesto la circolazione di merci e di persone era scarsa, la moneta rara e di bassa qualità.
Mentre l'impero romano d'Occidente aveva basato la propria economia sugli scambi commerciali, soprattutto marittimi e sulla vita urbana, gravitando verso il Mediterraneo, l'Impero carolingio aveva come base economica l'agricoltura latifondista, caratterizzata prevalentemente da una produzione di sussistenza. Le curtes erano articolate in base ad una distinzione tra la terra direttamente gestita dal proprietario fondiario attraverso manodopera servile direttamente alle sue dipendenze, la pars dominica (terra del dominus), e la terra data in concessione ai coloni, la pars massaricia. Quest'ultima era composta da piccoli poderi, detti "mansi", sufficienti al sostentamento di una famiglia, concessi in affitto a famiglie di massari liberi in cambio di un canone in denaro o in natura oppure affidati al lavoro dei servi casati. I massari pagavano al proprietario il canone e si impegnavano ad effettuare nella parte dominica un certo numero di servizi per il signore, detti corvées (richieste).
Le curtes non rappresentano territori compatti, ma risultano frammisti spesso a possessi di altri signori fondiari, indominicati o in concessione: i "villaggi" erano spesso collocati dove maggiore era la concentrazione di terre frammiste, e riunivano le abitazioni di coloni che rispondevano a diversi signori. Gli scambi erano quasi del tutto inesistenti, tuttavia viene valutato in modo piuttosto positivo il ruolo delle eccedenze della produzione fondiaria: nei villaggi o in centri più consistenti e di nuova formazione, erano frequenti piccoli mercati locali, dove lo scambio avveniva prevalentemente tramite il baratto, data la scarsità di monetazione. Perciò è indubbia la presenza di scambi spontanei, regionali: d'altra parte le rotte continentali nord-sud, vedevano commercianti musulmani che dalle sponde occupate dell'Africa proponevano beni di lusso e merci pregiate, così come i Frisoni, attivi nella regione moso-renana, e gli ebrei.
È in questo periodo grosso modo (per tutto il sec. IX) che nacquero di insediamenti più consistenti: questi erano prevalentemente collocati alla foce di corsi fluviali, presso sedi di zecche (come nella zona moso-renana), oppure presso sedi vescovili, e in generale in prossimità di nuclei più antichi di urbanizzazione romana (in particolare nelle regioni mediterranee). Soltanto oltre il secolo IX, nel X e XI l'incastellamento favorì una concentrazione territoriale che vedeva la fine della dispersione in insediamenti sparsi propri del regime curtense, e la nascita, a partire dai castelli di città vere e proprie. Inoltre, è a partire dalla tarda età carolingia che vennero applicate nuove tecniche agricole fondamentali per il futuro incremento produttivo del suolo: l'utilizzo del mulino ad acqua, il collare per buoi e cavalli posto in posizione più comoda (giogo), l'abbandono dell'aratro in legno in favore di quello in ferro, la rotazione triennale.
In sintesi, in un'ottica più ampia, è a partire dall'inizio del secolo IX, nonostante le invasioni, che inizia quel movimento che comportò un aumento della resa agricola e conseguentemente demografico, fondamentale per la rinascita dell'occidente medievale. Certamente, nel periodo carolingio, l'elemento più rilevante, rispetto al quadro desolante dei due secoli precedenti, sembra limitarsi ad una riorganizzazione della produzione agricola nella nascita della villa classica carolingia: le vie di comunicazione sono sempre prive di manutenzione, e le vie fluviali e marittime sono privilegiate.
La precarietà economica feudale e la mancanza di un forte potere centrale, fece assumere alla reggenza franca un modello di governo peripatetico. Lo stesso Carlo Magno, installava la sua corte nei vari villaggi dove alloggiava durante i suoi spostamenti nel vasto impero. Tutti gli uomini, vivendo in un'economia prevalentemente di sussistenza basata sullo scambio in natura (baratto), vivevano nella necessità di dover far affidamento sulle scorte naturali che deperivano o si esaurivano in un certo lasso di tempo il che impediva la nascita di qualsiasi forma di risparmio (tesaurizzazione). Da qui il nomadismo anche dei poteri centrali i quali; una volta esaurite le risorse dovevano spostarsi in altre zone.
Carlo viaggiava come un povero viandante su una carrozza trainata da buoi. Dovette inoltre impiegarsi in prima persona nel commercio, diventando padrone di un verziere e di un allevamento di polli. La rendita di queste attività gli permise di mantenere personalmente le sue residenze estive nel Brabante e nell'Heristal.
Nonostante ciò Carlo cercò di razionalizzare e controllare l'economia, facendo redigere per esempio inventari di beni immobili soprattutto nelle maggiori abbazie. Inoltre cercò di frenare l'ascesa dei prezzi.

## Monetazione
Proseguendo le riforme iniziate dal padre, Carlo, una volta sconfitti i Longobardi, liquidò il sistema monetario basato sul solido d'oro dei bizantini. Egli e il re Offa di Mercia ripresero il sistema creato da Pipino e da Aethelberto II. Sapendo dell'inutilità di una moneta aurea, vista la rarefatta circolazione monetaria, Carlo (tra il 781 e il 794) estese nei suoi vasti domini un sistema monetario basato sul monometallismo argenteo: unica moneta coniata era il "denaro". Non essendo prevista la coniazione di multipli, l'uso portò all'affermazione di due unità di conto: la libbra (unità monetaria e ponderale allo stesso tempo) che valeva 20 solidi (come fu successivamente per lo scellino inglese) o 240 denari (come per il penny).
Durante questo periodo la libbra ed il solido furono esclusivamente unità di conto, mentre solo il denier fu moneta reale, quindi coniata.
Carlo applicò il nuovo sistema nella maggior parte dell'Europa continentale e lo standard di Offa fu volontariamente adottato, dai regni di Mercia e Kent, in quasi tutta l'Inghilterra.
Per oltre cento anni il denaro mantenne inalterato peso e lega, con un contenuto di metallo pregiato attorno ai due grammi circa. I primi slittamenti iniziarono nel X secolo. I primi Ottoni (961-973 e 973-983) misero ordine nel sistema consacrando lo slittamento del denaro in termini di peso e di fino: una "lira" (ossia 240 denari) passò da g 410 a g 330 di una lega argentea peggiore (da g 390 di argento fino a g 275).

## Rinascita carolingia
Spesso si parla a torto di Rinascita carolingia, volendo sottolineare la fioritura che innegabilmente si ebbe durante il regno di Carlo Magno in ambito politico e culturale.
Ma il re franco, perseguì piuttosto una riforma in tutti i campi per poter "correggere" delle inclinazioni che avevano portato a un decadimento generale in tutti e due i campi. Ma quando l'Imperatore pensava alla ristrutturazione e al governo del suo regno, rivolgeva le sue attenzioni a quell'Impero Romano di cui si faceva prosecutore sia nel nome, sia nella politica.
La riforma della Chiesa si attuò tramite una serie di provvedimenti per poter elevare, sia a livello qualitativo sia a livello comportamentale, il personale ecclesiastico operante nel regno. Carlo Magno era ossessionato dall'idea che un insegnamento sbagliato dei testi sacri, non solo dal punto di vista teologico, ma anche da quello "grammaticale", avrebbe portato alla perdizione dell'anima poiché se nell'opera di copiatura o trascrizione di un testo sacro si fosse inserito un errore grammaticale, si sarebbe pregato in modo non consono, dispiacendo così a Dio. Venne istituito quel motore propulsore dell'insegnamento che doveva diventare la scuola palatina, presso Aquisgrana. Sotto la direzione di Alcuino di York, vennero redatti i testi, preparati i programmi scolastici ed impartite le lezioni per tutti i chierici. In ogni angolo dell'Impero sorsero delle scuole vicino alle chiese ed alle abbazie. Carlo Magno pretese anche di fissare e standardizzare la liturgia, i testi sacri, e perfino di perseguire uno stile di scrittura che riprendesse la fluidità e l'esattezza lessicale e grammaticale del latino classico. Neanche la grafia venne risparmiata entrando in uso corrente la minuscola carolingia.
La riforma della Giustizia si attuò tramite il superamento del principio di personalità del diritto, vale a dire che ogni uomo aveva diritto di essere giudicato secondo l'usanza del suo popolo, con la promulgazione dei capitolari, che servivano ad integrare le leggi esistenti e che spesso sostituirono pezzi completamente mancanti dei vecchi codici. Queste norme avevano valore di legge per tutto l'impero ed il Re volle farle sottoscrivere da tutti i liberi durante il giuramento collettivo dell'806. Cercando di correggere i costumi ed elevando la preparazione professionale degli operanti nella giustizia, Carlo Magno prima nella Admonitio Generalis e poi nell'809 cercò di promulgare dei richiami che dovevano essere vincolanti per tutti. Si decise la diversa composizione delle giurie (che da ora in poi dovevano essere costituite da professionisti e non giudici popolari) e che al dibattimento non partecipassero altre persone se non il conte coadiuvato dagli avvocati, notai, scabini e quegli imputati che erano direttamente interessati alla causa. Le procedure giudiziarie vennero standardizzate, modificate e semplificate.
La situazione culturale del regno sotto i merovingi e dei pipinidi era pressoché tragica. Carlo Magno dette impulso ad una vera e propria riforma in più discipline: in architettura, nelle arti filosofiche, nella letteratura, nella poesia.

### Fonti primarie
- Anonimo sassone, Le gesta dell'imperatore Carlo Magno, Milano, Jaca Book, 1988.
- Eginardo, Vita Karoli, a cura di L. Halphen, Paris, Les Belles Lettres, 1938.

### Fonti moderne
- Alessandro Barbero, Carlo Magno - Un padre dell'Europa, Roma-Bari, Laterza, 2006  [2000], ISBN 88-420-7212-5.
- Matthias Becher, Carlo Magno, Bologna, Il Mulino, 2000.
- Teresa Buongiorno, Il ragazzo che fu Carlo Magno, Milano, Salani, 2006.
- Franco Cardini, Carlomagno, Un padre della patria europea, Milano, Bompiani, 2002.
- Franco Cardini e Marina Montesano, Storia medievale, Firenze, Le Monnier Università, 2006, ISBN 8800204740.
- Federico Chabod, Lezioni di metodo storico, Roma-Bari, Laterza, 1978.
- Russell Chamberlin, Carlo Magno, Imperatore d'Europa, Roma, Newton & Compton, 2006.
- F. Crivello e C. Segre Montel, Carlo Magno e le Alpi, Viaggio al centro del Medioevo, Susa-Novalesa, Skira, 2006.
- Carlo Dal Monte, Carlo Magno, Re dei franchi e imperatore, Edizioni della Vela, 2005.
- Giovanni Delle Donne, Carlo Magno e il suo tempo. Tutto il racconto della vita del più famoso sovrano medievale e della realtà quotidiana del suo impero, Milano, Simonelli Editore, 2001.
- Antonio Desideri, Storia e storiografia, vol. 1, 3ª ed., Messina, Firenze, D'Anna, 1986.
- Giosuè Musca, Carlo Magno e Harun al-Rashid, Roma, Dedalo Edizioni, 1996.
- Henri Pirenne, Maometto e Carlomagno, Bari, Laterza, 1939. Traduzione dell'originale stampato a Bruxelles dalla Nouvelle société d'éditions e a Parigi da F. Alcan nel 1937.
- Heinrich von Fichtenau, L'impero carolingio, Bari, Laterza, 2000.
- Dieter Hägermann, Carlo Magno, Il signore dell'Occidente, Torino, Einaudi, 2004.
- Ernst W. Wies, Carlo Magno, un imperatore per l'Europa, Genova, ECIG, 1998.